# Закон о запрете ваххабитской и иной экстремистской деятельности на территории Республики Дагестан
Закон «О запрете ваххабитской и иной экстремистской деятельности на территории Республики Дагестан» — действующий закон в Дагестане, принятый в сентябре 1999 года после «ваххабитского мятежа» в Дагестане.

## История
В августе—сентябре 1999 года на территории Дагестана начинаются боевые действия между российскими силовиками и дагестанскими салафитскими группировками, которые объявили о создании Исламского государства Дагестан и начали войну с Россией и которым на помощь пришли боевые группы из соседней Ичкерии.
На фоне этого законодательная дагестанская власть в спешном порядке предпринимает действия по легализации спецопераций против мусульманских общин салафитского толка, называемых их оппонентами «ваххабитскими». 16 сентября закон был принят Народным Собранием РД, 22 сентября — председателем Госсовета Дагестана Магомедали Магомедовым.
Ряд правозащитников считает, что закон противоречит Конституции РФ.

## Последствия
Закон предполагает запрет религиозного экстремизма, однако конкретного определения этого не даёт. Результатом такой расплывчатой формулировки стало то, что он фактически может использоваться для преследования любых мусульман, которых правоохранительные органы или официальное духовенство сочтёт «экстремистами». Полномочия определять, что такое «ваххабизм», даны местному муфтияту — ДУМД. Это привело к тому, что муфтият, как пишет исследователь Руслан Курбанов, взял на себя роль «святой инквизиции» и начал расправляться со своими идеологическими оппонентами, причём не только с салафитами, но и другими суфиями. Духовенство инициировало резкое «антиваххабитское» напряжение в обществе и давление на салафитов со стороны силовиков, которое впоследствии обернулось затяжной войной в республике. Курбанов резюмирует: «правоохранительные органы, получив санкцию на репрессии (как от мирской, так и от духовной власти) фактически начали играть роль религиозных опричников. Вместо того чтобы стоять на страже правопорядка, милиция ввязалась, во-первых, в преследование людей по религиозным мотивам, а во-вторых, в абсолютно непонятное для её сотрудников внутрирелигиозное противостояние на стороне одного из участников конфликта». Против «ваххабитов» начались респресии: аресты, допросы, выбивания показаний, пытки и требование заплатить тысячи долларов за освобождение. Всё это привело к радикализации исламской молодёжи и объединению их в военно-политические группировки, из полуавтономных отрядов моджахедов образовалась эффективная подпольная сеть «Шариат» под руководством Расула Макашарипова, занимавшаяся ликвидацией силовиков.

## В других регионах
В 2001 году в Чеченской Республике был объявлен запрет на деятельность ваххабитских организаций, в Кабардино-Балкарии принят закон «О запрете экстремистской религиозной деятельности и административной ответственности за правонарушения, связанные с осуществлением религиозной деятельности». Против всероссийского запрета на ваххабизм выступил муфтий России Гайнудин, сказав, что это неэффективный метод, который будут использовать для «сведения счётов» и из-за которого будут страдать и мусульмане других течений. Муфтий ЧР Межиев в 2016 году предложил президенту Путину запретить ваххабизм на всех территории РФ. То же предложение озвучил муфтий Татарстана Самигулин в 2018 году.